# Marion Lausberg
Marion Lausberg (* 4. Dezember 1946 in Altenstadt/Iller) ist eine deutsche Altphilologin.

## Leben
Marion Lausberg, die Tochter des Romanisten Heinrich Lausberg, studierte Klassische Philologie und Archäologie in Münster, wo sie am 16. Juli 1969 mit der Dissertation Untersuchungen zu Senecas Fragmenten (Berlin 1970) promoviert wurde. Anschließend arbeitete sie als Wissenschaftliche Assistentin in Münster und habilitierte sich dort 1979 mit der Schrift Das Einzeldistichon. Studien zum antiken Epigramm (München 1982). 1984 wurde sie zur Professorin auf Zeit ernannt. Zwei Jahre später wechselte sie an die Universität Augsburg, wo sie den Lehrstuhl für Klassische Philologie, insbesondere Latein innehatte. Mit Ablauf des Wintersemesters 2011/2012 trat sie in den Ruhestand. Anlässlich ihrer Verabschiedung fand am 27./28. Januar 2012 das Kolloquium Aspekte einer Kulturgeschichte der römischen Kaiserzeit und ihres Fortlebens statt.
Ihre Forschungsschwerpunkte sind die Gattungen Epos und Epigramm sowie deren nachantike Rezeption.